# Стэйси Крус
Стэйси Крус (англ. Stacy Cruz; род. 24 марта 1999 года, Чехия) — чешская порноактриса.

## Карьера
В средней школе изучала искусство. Позднее изучала архитектуру в Чешском техническом университете, который вскоре покинула. В интервью интернет-изданию Refresher сказала, что хотела бы заняться ландшафтным дизайном.
Дебютировала в индустрии для взрослых в конце 2017 года. Принимает участие в съёмках порносцен следующих категорий: мастурбация, лесбийский, традиционный, межрасовый и анальный секс.
Сотрудничает с европейскими и американскими сайтами и студиями, среди которых: Brazzers, MET-Art, Nubiles, Porn World, Private, Reality Kings, Sexyhub, Teen Mega World, Vixen Media Group и другие.
В апреле 2019 года названа эротическим сайтом iStripper «Талантом месяца». В конце того же года снялась в фотосессии для обложки и разворота февральского выпуска американского журнала Hustler.
В сентябре 2020 года номинирована премией XBIZ Europa Award в категории «Лучшая исполнительница года».
По данным сайта Internet Adult Film Database на сентябрь 2020 года, снялась в более чем 80 порнофильмах и сценах.

## Награды и номинации
| Год  | Награда              | Результат | Категория                                                                                    | Фильм                                         |
| ---- | -------------------- | --------- | -------------------------------------------------------------------------------------------- | --------------------------------------------- |
| 2019 | Little Caprice Award | Победа    | Лучшая актриса (вместе с Алексис Кристал)                                                    | н/д                                           |
| 2019 | Little Caprice Award | Номинация | Лучшая эротическая модель                                                                    | н/д                                           |
| 2019 | XBIZ Europa Award    | Номинация | Лучшая новая старлетка                                                                       | н/д                                           |
| 2020 | AVN Award            | Номинация | Лучшая сцена группового секса в иностранном фильме (вместе с Альберто Бланко и Эмили Уиллис) | A Much Needed Break (из Natural Beauties 12)  |
| 2020 | Spank Bank Award     | Номинация | Cosplay Queen                                                                                | н/д                                           |
| 2020 | Spank Bank Award     | Номинация | Tantalizing Tall Drink of Water                                                              | н/д                                           |
| 2020 | XBIZ Europa Award    | Номинация | Исполнительница года                                                                         | н/д                                           |
| 2021 | AVN Award            | Номинация | Лучшая сцена группового секса в иностранном фильме (вместе с Альберто Бланко и Еленой Ведем) | Almost Swingers (из Young & Beautiful 9)      |
| 2021 | XBIZ Europa Award    | Номинация | Исполнительница года                                                                         | н/д                                           |
| 2022 | Golden Adult Award   | Номинация | Лучшая европейская актриса в секс-фильмах                                                    | н/д                                           |
| 2022 | Golden Adult Award   | Победа    | Любимица поклонников                                                                         | н/д                                           |
| 2022 | XBIZ Europa Award    | Номинация | Исполнительница года                                                                         | н/д                                           |
| 2024 | AVN Award            | Номинация | Лучшая оральная сцена (вместе с Литтл Каприс и Марчелло Браво)                               | Little Caprice & Stacy Cruz: We Blow Him Away |
| 2025 | XMA Europa Award     | Номинация | Лучшая сцена секса — лесбийский фильм (вместе с Амирой Адарой, Вероникой Леаль и Зааваади)   | A Private Venue                               |

## Избранная фильмография
- 2019 — 4 on 1 Lesbian Gang Bangs 4
- 2019 — Bitches Abroad 20
- 2019 — Maid for Sex[19]
- 2019 — Russian Hackers
- 2019 — Surreal Encounters[20]
- 2020 — How I Did My Stepsister
- 2020 — Iconic Models